# Peintures Valentine
Pour les articles homonymes, voir Valentine.
Peintures Valentine est une marque de peinture.
Elle appartient à AkzoNobel Decorative Paints France.

## Historique

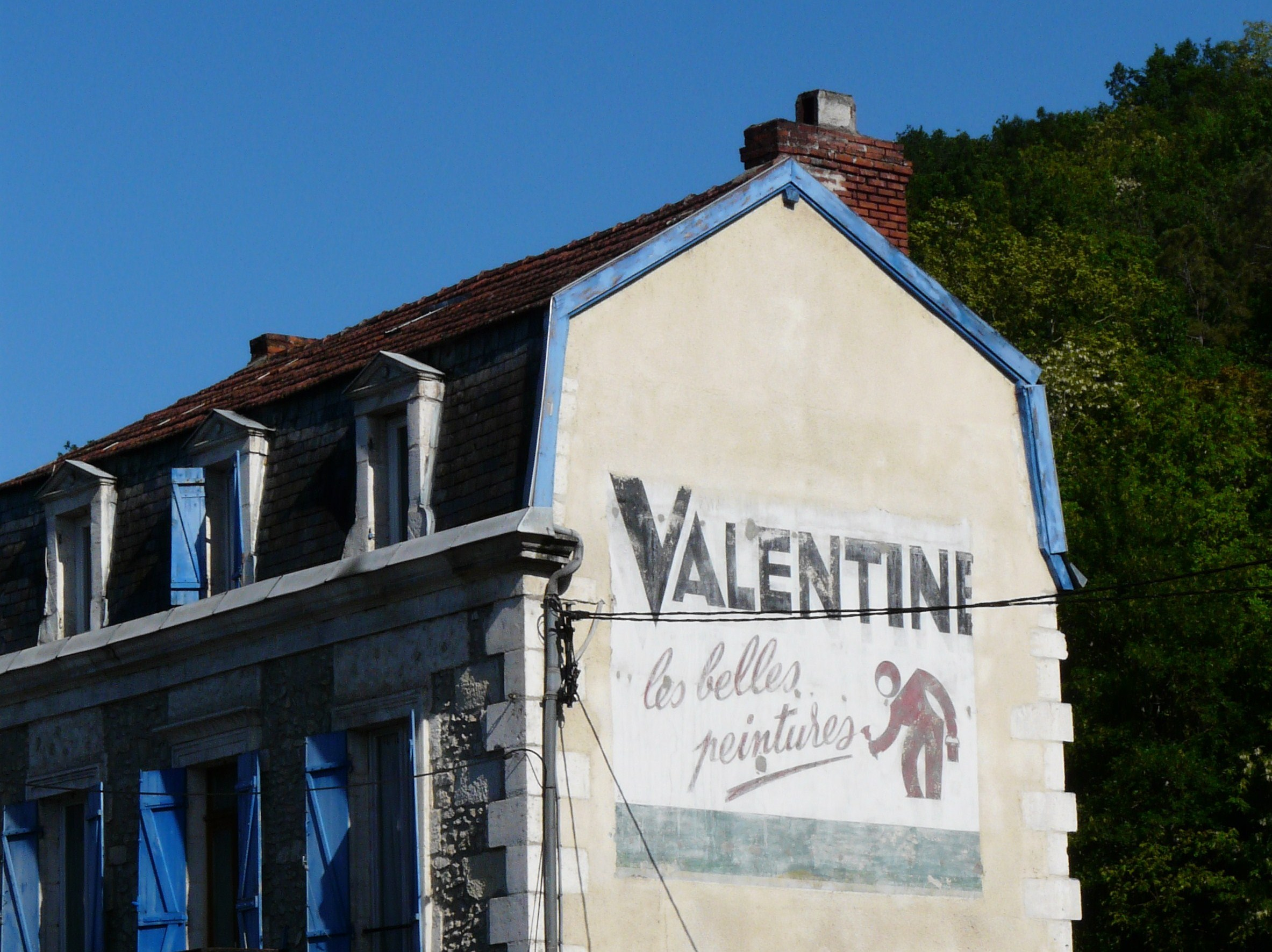
Publicité peinte pour la peinture Valentine sur un pignon d'immeuble, à Périgueux (France).

La marque Valentine est née aux États-Unis, au XVIIIe siècle, du nom d'un Américain d'origine française ; elle est alors spécialisée dans la peinture pour les calèches.
Le 31 décembre 1925 est créée en France la Compagnie des Vernis Valentine née de la fusion de la Société Valentine and Cie Incorporated et des Établissements Lemoine.
En 1926, face à la demande constante des commandes automobiles et peintures et vernis pour des marques telles Citroën, Berliet et Saviem, la Compagnie des Vernis Valentine s'installe sur 4 hectares, boulevard des Grésillons (boulevard Louise-Michel) à Gennevilliers.
L'usine est mise en service en 1928.
En 1930, Valentine se lance dans les peintures de décoration, ce qui établit la notoriété de la marque.
En 1934, la société Valentine devient 100 % française.
Durant la guerre, l'usine subit des bombardements (30 mai 1942 et 22 juin 1944 en particulier) et elle est en partie détruite. Valentine confie alors une partie de la production à une société marseillaise, l'entreprise Julien, qui deviendra, après la guerre, l'une de ses filiales. Une autre part de la production est prise en charge, après la guerre, dans la poudrerie nationale du Ripault, à Monts (Indre-et-Loire).
En 1944, l'usine de Gennevilliers est reconstruite, et Valentine développe son activité dans les peintures de décoration, carrosserie, industrie, marine, etc.
En 1969, l'usine de Grand-Quevilly, près de Rouen est créée par André Coudeville.
En 1975, la société devient une filiale du groupe Nobel-Bozel.
En 1984, Valentine passe aux mains de Imperial Chemical Industries (ICI), 4e groupe chimique mondial et premier dans le domaine de la peinture. Le groupe britannique fermera progressivement l'usine de Gennevilliers pour concentrer son activité sur Grand-Quevilly.
En 2008, Valentine passe aux mains d'AkzoNobel, qui passe premier dans le domaine de la peinture. La même année, la marque s'associe avec Graham et Brown, pour lancer un nouveau concept de décoration, baptisé Impression.
En 2010, l'usine de Grand-Quevilly, près de Rouen, est fermée. Les peintures seront produites à Montataire.
En 2019, Dulux Valentine choisit Sophie Ferjanie, comme ambassadrice des gammes Color Resist et Crème de Couleur.
En 2021, la marque lance Blanc Recyclé, une peinture durable, en partenariat avec InterCheM, groupe néerlandais spécialiste du traitement des déchets.
En 2022, Dulux Valentine lance une plateforme de services, nommée Dis-moi Dulux Valentine.

## Dirigeants
Eugène Schueller, l'un des fondateurs de Valentine, sera également à l'origine de la création en 1907 d'un géant de la grande consommation : L'Oréal.